# São Frutuoso de Montélios

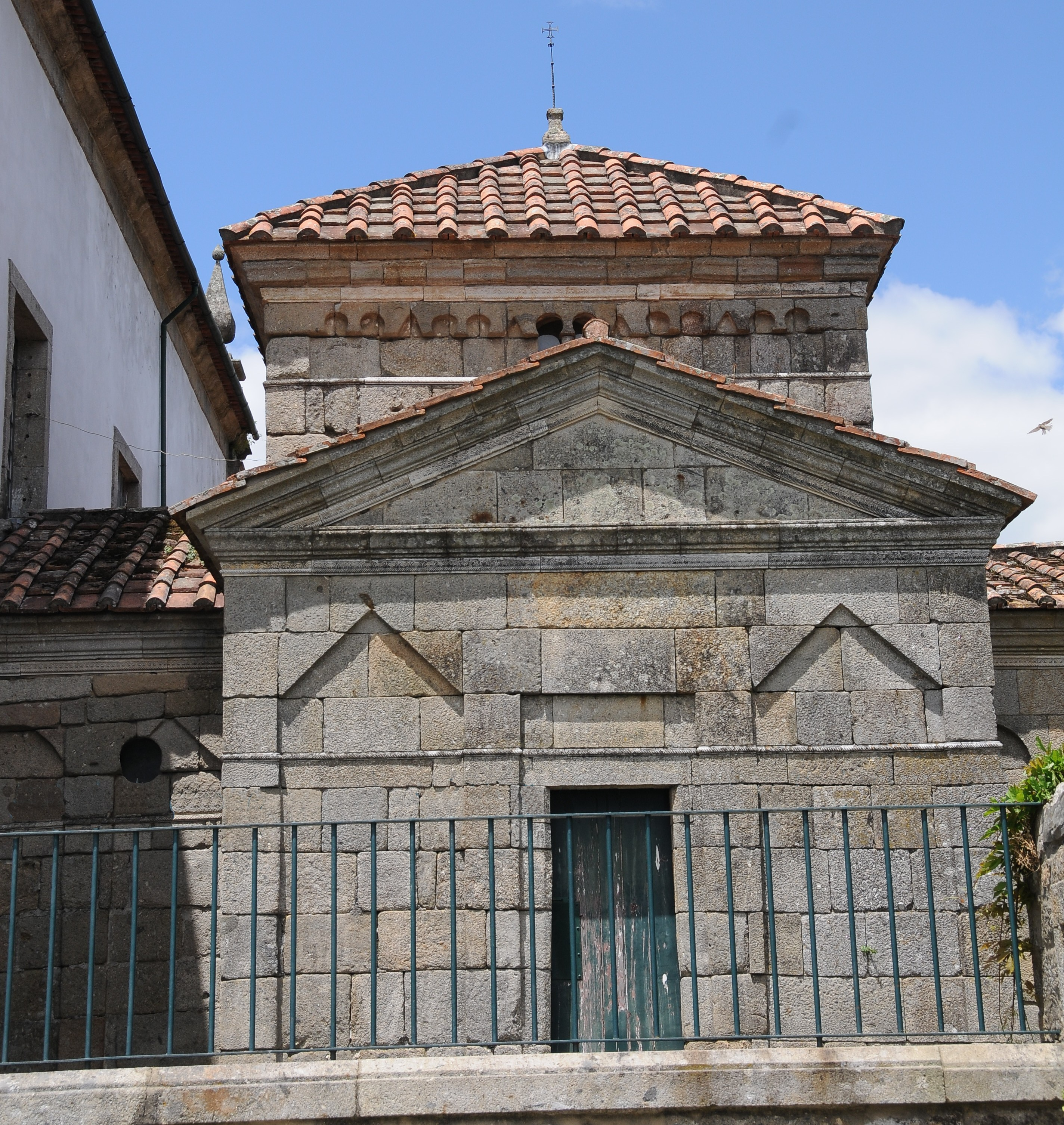
São Frutuoso de Montélios

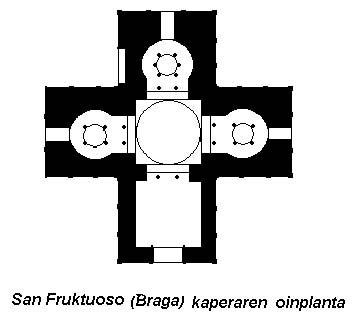
Grundriss des Sakralbaus

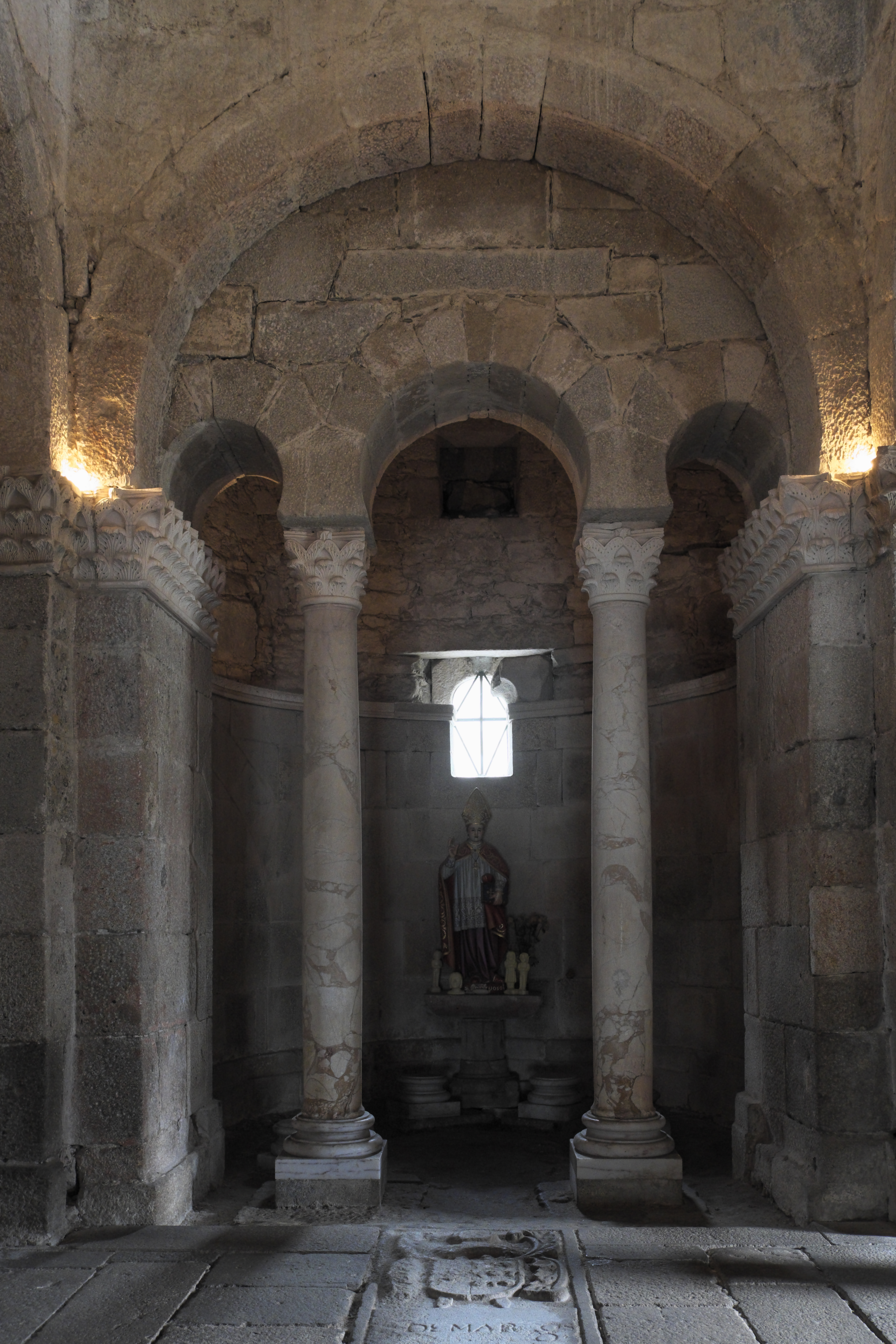
Innenraum

São Frutuoso de Montélios ist ein relativ kleiner (etwa 14 × 14 m) westgotischer Sakralbau aus dem 7. Jahrhundert n. Chr., der nur durch die Kirche São Francisco (18. Jahrhundert) zu betreten ist. Das Ensemble liegt in dem Vorort Real der Stadt Braga in Portugal.

## Geschichte
Das spätwestgotische Gotteshaus ist nach dem heiligen Fructuosus benannt, der sich etwa 653 n. Chr. in Dume, nördlich von Braga niederließ. Bis zu seinem Tode im Jahre 665 war er als Nachfolger des heiligen Martin Abtbischof des örtlichen Klosters und ab 656 zugleich Metropolit des Bezirks Braga.
Die Kirche ist sein Mausoleum. Fructuosus Biographie weist ihn als Gründer eines (neben Dume) weiteren Konvents aus, wo er auch bestattet worden sei. Im 9. Jahrhundert wurde das von ihm gegründete Kloster ausdrücklich mit dem Salvatorpatrozinium und dem Toponym Montélios belegt. Ein weiteres Indiz ist der kleine, dunkle, für Gottesdienste wenig geeignete Bau, mit einem bei Memorialbauten beliebten Grundriss. Er besteht aus einem Kreuz mit drei gleich langen, außen gerade, innen apsidenartig abschließenden, fensterlosen Armen. In der Mitte der Außenwand des Ostarmes befindet sich die bogenförmige Bestattungsnische, in der Fructuosus seine letzte Ruhe gefunden haben muss, da Beisetzungen im Kircheninneren damals untersagt waren. Das Ganze wird von einem rechteckigen Vorraum aus erschlossen.
Der Bau gehört zu einer Gruppe der hervorragenden ibero-visigotischen Quaderarchitekturen, einer für Westgoten typischen, aber nur auf der Iberischen Halbinsel angewandten Bauweise, in diesem Fall augenscheinlich mit Bruchsteinfüllung. Er nimmt architektonisch gemeinsam mit drei nordspanischen Kirchen eine Spitzenstellung ein, obwohl er ab 1931 einer vielleicht zu weitgehenden Restaurierung unterworfen war. Die Verwandtschaft des Denkmals mit dem Mausoleum der Galla Placidia in Ravenna, einem Ziegelbau des 5. Jahrhunderts, ist deutlich. Große Unterschiede bestehen jedoch hinsichtlich der Innengestaltung und des Materials.
Die Fassaden werden durch erhabene Lisenenstreifen und schmale umlaufende Friese optisch belebt. Akzente setzen auch die Dach- und Giebelgesimse sowie ein Fries aus Spitzen- und Hufeisen-Blendbögen an der Vierung.
Diese Exklusivität tritt noch verstärkter im Inneren hervor. In allen Kreuzarmen gab es außen umlaufend oder separat gestellte Säulenreihen, die kleine Nebengewölbe stützten. Vier Arkaden mit je zwei Säulen und drei Hufeisenbögen bilden die Front der Arme und des Vorraums und trennen das überkuppelte Mittelquadrat ab. Bei diesen Stützen handelt es sich zum Teil um antike Spolien.